# ويليام آرثر إروين
ويليام آرثر إروين هو دبلوماسي كندي، ولد في 27 مايو 1898 في Ayr, Ontario ‏ في كندا، وتوفي في 9 أغسطس 1999 في فيكتوريا في كندا.